# Stein, Sankt Gallen
Stein är en ort i kommunen Nesslau i kantonen Sankt Gallen, Schweiz. Orten var före den 1 januari 2013 en egen kommun, men slogs då samman med kommunen Nesslau-Krummenau till den nya kommunen Nesslau.
Den tidigare kommunen hade 369 invånare (2012), på en yta av 12,24 km².